# Sa Dingding
Sa Dingding (tradicional: 薩頂頂, simplificado: 萨顶顶, pinyin: Sà Dǐngdǐng; Mongolia Interior, 27 de diciembre de 1979) ; nacida como Zhou Peng (周鹏), es una cantautora china de música folk y electrónica de ascendencia han y mongola en mandarín, mongol, sánscrito, tibetano y una lengua creada por ella misma para evocar sus emociones. Toca, además, instrumentos tradicionales como el guzheng y el matouqin (Morin khuur).

## Biografía
Nacida en Mongolia Interior, llevó una vida nómada en la estepa mongola hasta los seis años. 
Más tarde se interesó por el budismo y aprendió tibetano y sánscrito. y fue a Pekín donde estudió filosofía y solfeo en el Conservatorio Central de Música.

## Discografía
Álbumes
- (2001.xx.xx) Dong Ba La (咚巴啦)
- (2007.08.28) Alive (万物生) - Universal Music, Wrasse Records
- (2010.01.26) Harmony(天地合).
- (2012.07.03) The Coming Ones (恍如来者)
- (2013.06.24) The Coming Ones (International digital release)
- (2014.05.14) Wonderland (Remix Álbum) (幻境)

Sencillos
- (2008.07.30) Qin Shang (琴伤) - Wrasse Records
- (2009.11.13) Tian Di Ji/Ha Ha Li Li (天地记) - Universal Music Group

Otros
- Tema para el film 14 Blades (锦衣卫)

## Filmografía

### Series de televisión
| Año  | Título          | Personaje       | Notas |
| ---- | --------------- | --------------- | ----- |
| 2021 | The Long Ballad | Madame Jing Dan |       |
| 2018 | Ashes of Love   | Inmortal Jiyuan |       |